# Ruby Tuesday
"Ruby Tuesday" er en sang fra The Rolling Stones som blev skrevet i 1966, af Keith Richards og muligvis Brian Jones, men krediteret som Jagger/Richards .
Guitarist Jones spillede blokfløjte, og kontrabas bliver spillet af både Bill Wyman og Keith Richards. Klaveret blev spillet af Jack Nitzsche, mens trommerne blev spillet af Charlie Watts. Mick Jagger synger, og spiller tamburin, mens Keith Richards spiller akustisk guitar .
Ifølge et interview med Keith Richards i 1971 til Rolling Stone, skrev han sangen i et hotel værelse i Los Angeles tidligt i 1966, og den handler om, ifølge Richards, en groupie han kendte. Sangens tekst omhandler en tilsyneladende frisindet kvinde. 
| Citat | Goodbye Ruby Tuesday, Who could hang a name on you? When you change with ev'ry new day | Citat |
|       |                                                                                        |       |

“Det er en vidunderlig sang,” fortalte Mick Jagger Jann Wenner i 1995. "Det er en virkelig dejlig melodi, virkelig. Og en ensom tekst. Ingen af delene som jeg har skrevet, men jeg nyder altid at synge den ."
Bill Wyman hævder i sin bog Rolling with the Stones, at sangen blev skrevet fuldstændig af Keith Richards. Imidlertid hævder Marianne Faithfull i hendes biografi, at sangen blev skrevet af Brian Jones, og at Keith Richards kun tilføjede mindre ændringer. Til dags dato er det kun Wyman og Faithfull, der er de eneste kilder til de påstande.
Rolling Stone kårede sangen, på deres liste over de 500 bedste sange overhovedet, til en 303. plads . Det har også fået en restaurant opkaldt efter sig . 
“Ruby Tuesday” er en populær sang, og kan finde på mange af The Stones albummer. Den blev udgivet på albummene Flowers i England, og Between The Buttons. Som live version findes den på Flashpoint. På opsamlingsalbum findes den på Through the Past, Darkly (Big Hits Vol. 2), Hot Rocks 1964-1971 og Forty Licks

## Cover version
- Det er en af The Corrs yndlingscover numre, og de optrådte med den sammen med Ronnie Wood til deres 2002 VH1 Live in Dublin album, og den er også på deres 2006 Dreams: The Ultimate Corrs Collection [5].
- Kenny Rogers
- Rod Stewart
- Don Williams
- Den tyske sangerinde Nena synger efter sigende denne sang live; den er tilgængelig på hendes live DVD, men mangler stadig at blive udgivet officiel til dags dato.
- En bid af sangen blive ofte sunget af Bono sammen med "Sympathy for the Devil" under deres "Bad" til U2 koncerter, mest kendte er den der blev spillet til Live Aid i London [6].
- Julian Lennon lavede også et cover af sangen, som findes på 1989 CDen Music from the Award Winning Show: The Wonder Years.

### Fodnote
1. ↑  Ruby Tuesday by The Rolling Stones Songfacts
2. 1 2  Ruby Tuesday
3. ↑  "The RS 500 Greatest Songs of All Time : Rolling Stone". Arkiveret fra originalen 13. september 2008. Hentet 9. november 2007.
4. ↑  Ruby Tuesday (restaurant) - Wikipedia, the free encyclopedia
5. ↑  The Corrs & Ronnie Wood – Ruby Tuesday (live)
6. ↑  U2 – Bad/RubyTuesday/Sympathy For The Devil